# تسکنلی (دهانه)
تسکنلی یک دهانه برخوردی در ماه است.